# Baydemirli, Dulkadiroğlu
Baydemirli là một thị trấn thuộc huyện Dulkadiroğlu, tỉnh Kahramanmaraş, Thổ Nhĩ Kỳ. Dân số thời điểm năm 2010 là 3.551 người.